# Плей-аналіз
Плей-аналіз — аналіз, як правило — комп'ютерний, плеїв — географічно та стратиграфічно відмежованих зон, де геологічні умови обумовлюють можливість накопичення вуглеводневих флюїдів.
Аналіз базується на дуже доброму (рівень А), доброму (рівень В) або посередньому (рівень С)  розумінні басейну залягання флюїду.
Структурні карти басейну доступні для основних інтервалів пластів.
Кількісне моделювання басейну (3D або 2D або сітка 1D аналізу свердловин) показує профілі накопичення та шляхи міграції вуглеводнів.